# Daisy Bacca
Pour les articles homonymes, voir Bacca.
Daisy Bacca, née à Aigle le 11 février 1952, est une musicienne et pianiste vaudoise.

## Biographie
Fille de viticulteur, Daisy Bacca est née à Aigle le 11 février 1952. C'est dans cette ville qu'elle commence l'étude du piano auprès de Juliane Thomsen, directrice de l'Institut de musique. Après sa Maturité, elle entre au Conservatoire de Sion (licence de concert) puis à l'Institut de Ribaupierre. Elle complète l'étude du piano par des cours théoriques, des cours de violon et de chant. Elle entre à l'École normale de musique de Paris dans la classe de Jean Micault, où elle acquiert une licence d'enseignement. Elle se perfectionne auprès du Français Jean-Bernard Pommier, de Nikita Magaloff et de l'Américain Clifton Matthews.
Avant tout pianiste de récitals, Daisy Bacca reçoit diverse distinctions lors de concours internationaux. Elle donne de nombreux récitals en Suisse mais aussi en France, en Italie et en Espagne et réalise une importante tournée aux États-Unis en 1993. Daisy Bacca participe encore à diverses productions radio et télévision. C'est du reste dans ce cadre qu'elle enregistre en 1989 un disque, Pages chablaisiennes, produit par Radio Chablais pour marquer son cinquième anniversaire et qui réunit des œuvres inédites de cinq compositeurs contemporains de cette région, Maria Elena Cisneros (née en 1951), d'origine argentine installée en Suisse depuis 1977, Philippe Buhler (né en 1919), Henri Amiguet (1915-2007), Emmanuel-Pierre Gay (né en 1922) et Michel Hostettler (né en 1940). Daisy Bacca a également collaboré à la création et à l'organisation des semaines musicales de Crans Montana en Valais. Membre de jury d'examen, elle a enfin enseigné au Conservatoire de Sion et à l'Institut de musique d'Aigle. Daisy Bacca a, par ailleurs, créé l'Association des Amis de Daisy Bacca en 1993, dont le but est d'apporter un soutien financier à la carrière de la pianiste aiglonne mais également de décharger l'artiste de problèmes administratifs et de contribuer à l'animation musicale de la Suisse romande. Dès sa création, l'association compte une septantaine de membres. Daisy Bacca est à l'origine, en 2002, d'une réflexion sur la formation intensive des jeunes pianistes qui se destinent à une carrière internationale, ouvrant une cellule de formation pour une dizaine de jeunes étudiants à Vevey.
Daisy Bacca vit aujourd'hui à Ollon et poursuit ses activités pianistiques.

## Sources
- « Daisy Bacca », sur la base de données des personnalités vaudoises sur la plateforme « Patrinum » de la Bibliothèque cantonale et universitaire de Lausanne.
- Coopération, Bâle, 1993, n° 8, p. 27
- Daisy Bacca, Pages chablaisiennes, M.E. Cisneros, H. Amiguet, P. Bühler, E.-P. Gay, M. Hostettler, Radio Chablais, 1989, Cote BCUL: DCM 3034
- "Pour une école de piano intensive à Vevey", Revue musicale de Suisse romande, 55e année, septembre 2002, p. 50
- N. Ch. "Fondation Hindemith. Musique autour du Léman", 24 Heures, 2000/09/14, p. 29
- G. H. "Un jeune Bulgare est consacré lauréat du prix Paderewski", 24 Heures, 1994/11/10, p. 20
- "Soutien à une pianiste", 24 Heures, 1994/06/01, p. 28.